# Lill-Raukasjön
Lill-Raukasjön är en sjö i Strömsunds kommun i Jämtland och ingår i Ångermanälvens huvudavrinningsområde. Sjön har en area på 1,2 kvadratkilometer och ligger 528,9 meter över havet. Sjön avvattnas av vattendraget Fjällsjöälven (Sannarån).

## Delavrinningsområde
Lill-Raukasjön ingår i det delavrinningsområde (720738-143582) som SMHI kallar för Utloppet av Lill-Raukasjön. Medelhöjden är 651 meter över havet och ytan är 17,04 kvadratkilometer. Räknas de 16 avrinningsområdena uppströms in blir den ackumulerade arean 100,23 kvadratkilometer. Fjällsjöälven (Sannarån) som avvattnar avrinningsområdet har biflödesordning 2, vilket innebär att vattnet flödar genom totalt 2 vattendrag innan det når havet efter 328 kilometer. Avrinningsområdet består mestadels av skog (53 procent), sankmarker (11 procent) och kalfjäll (28 procent). Avrinningsområdet har 1,32 kvadratkilometer vattenytor vilket ger det en sjöprocent på 7,7 procent.